# 光茎天人掌
光茎天人掌（學名：Opuntia engelmannii var. laevis），也叫仙人镜，是天人掌的一个无刺或少刺的变种。光茎天人掌曾经是褐刺仙人掌的变种，但其特征更接近天人掌，因此被订正为天人掌的变种。